# Литъл Мекатина
Литъл Мекатина (на френски: Rivière du Petit Mécatina; на английски: Little Mecatina River) е река в Източна Канада, най-източната част на провинция Квебек и югозападната (континентална) част на провинция Нюфаундленд и Лабрадор, вливаща се от север в залива Сейнт Лорънс. Дължината ѝ от 547 км ѝ отрежда 58-о място сред реките на Канада.
Река Литъл Мекатина изтича от малко безименно езеро (на 653 м н.в.), разположено в югозападната (континентална) част на провинция Нюфаундленд и Лабрадор. Тече в източна посока през десетки проточни езера, прагове и бързеи и южно от езерото Минипи, завива на югоизток. На 51°59′50″ с. ш. 60°12′47″ з. д. / 51.997222° с. ш. 60.213056° з. д. напуска провинция Нюфаундленд и Лабрадор, навлиза в най-източната част на провинция Квебек, насочва се на юг и се влива в северната част на залива Сейнт Лорънс.
Площта на водосборния басейн на Литъл Мекатина е 19 600 km2.
Многогодишният среден дебит в устието на Литъл Мекатина е 510 m3/s, като максимумът е през месеците юни и юли, а минимумът през януари и февруари. От ноември до април реката замръзва.